# Roberto Peña Dessens
Roberto Peña Dessens (Hermosillo, Sonora, 1951 — 1996) fue un muralista sonorense que destacó por realizar tres murales que forman parte del patrimonio histórico de la Universidad de Sonora

## Sus obras
En el año de 1983, realizó su primer mural de la Universidad en la Escuela de Altos Estudios, actualmente facultad de Letras y lingüística, con la temática del paisaje del noroeste mexicano, a la cual tituló Paisaje del Noroeste Mexicano.  En 1984 hizo su segunda obra en el Departamento de Matemáticas (hoy Posgrado en Derecho) y está dedicado a los más destacados matemáticos como Newton y Descartes y elementos geométricos. Su tercera obra la dejó inconclusa en el Departamento de Agricultura y Ganadería, debido a su fallecimiento en diciembre de 1996, el tema principal que logró plasmar, en un poco más de la mitad de la obra, es la investigación agroganadera y el desarrollo científico de Sonora en este campo.